# زمین‌شناسی طوفان
زمین‌شناسی طوفان (به انگلیسی: Flood geology) یا زمین‌شناسی آفرینش (به انگلیسی: Creation geology) یا زمین‌شناسی طوفان نوح (Diluvial geology) تلاشی است برای تفسیر و تطبیق ویژگی‌های زمین‌شناختی زمین هماهنگ با اعتقاد به طوفان جهانی که حرف به حرف آن طور که در سفر پیدایش، ۶ الی ۸، بیان شده‌است. در اوایل قرن ۱۹ ام میلادی زمین شناسان طوفان (Diluvial geologists) این فرضیه را ساختند که ویژگی‌های سطحی خاصی، شواهدی برای طوفانی جهانی است که متعاقب با دوران‌های زمین شناختی اولیه بوده؛ بعد از تحقیقات و بررسی‌های بیشتر به توافق رسیدند که این ویژگی‌ها حاصل سیلاب‌های محلی یا یخچال‌های طبیعی هستند. در قرن ۲۰ ام میلادی، آفرینش‌گرایان زمین جوان، زمین‌شناسی طوفان را به عنوان اندیشه‌ای گران [یا غلوآمیز] در مخالفتشان با فرگشت دوباره زنده کردند، و آفرینش شش-روزه وابسته به دوران هلوسین (Helocene) و تغییرات عظیم جغرافیایی در روایت طوفان نوح انجیلی را فرض گرفتند، و تبیین‌های آفرینش‌گرایانه‌ای را برای توالی چینه‌ای سنگ‌ها (Sequence of rock strata) به کار گرفتند.
در مراحل اولیه توسعه علم زمین‌شناسی، فسیل‌ها به عنوان شواهدی مبنی بر سیل زدگی‌های گذشته تفسیر می‌شدند. «تئوری‌های زمین» (به انگلیسی: theories of the Earth) قرن ۱۷ ام میلادی مکانیسم‌هایی را بر اساس قوانین طبیعی، و در مقیاس زمانی گاهشناسی انجیلی پیشنهاد دادند. به مرور که زمین‌شناسی مدرن توسعه پیدا می‌کرد، زمین‌شناسان شواهدی مبنی بر یک زمین کلانسال (An ancient Earth)، و شواهدی ناسازگار با این تصور که زمین یک سری سیل و دگرگونی بزرگ (به انگلیسی: Cataclysm) را پشت سر گذاشته باشد، یافتند، که متاخرترین چنین رویدادهایی می‌توانست منتسب به روایت طوفان سفر پیدایش باشد.